# Une famille envahissante
Une famille envahissante (Primos) est une série télévisée d'animation américaine créée par Natasha Kline et diffusée entre le 25 juillet 2024 et le 27 avril 2025 sur Disney Channel,.
En France, la série est diffusée à partir du 9 novembre 2024 sur Disney Channel,.

## Distribution

### Voix originales
- Myrna Velasco : Tater Ramirez Humphrey
- Elizabeth Grullón : Julita « Lita » Perez
- Jonathan Melo : Scooter Perez
- Rick Simon : Bud Humphrey, Ignacio « Big Nacho » Ramirez Jr.
- Cristina Vee : Tere Ramirez,
- Natasha Kline : Gordita Humphrey, ChaCha Ramirez
- Nomi Ruiz : Tabi Ramirez
- Becca Q. Co : LotLot Ramirez
- Ryan Anderson Lopez : Ignacio « Nachito » Ramirez Jr.
- Sarah Tubert : Lucita Perez
- Angélica María : Margarita « Buela » Ramirez
- Melissa Villaseñor : Nellie Ramirez Humphrey
- Jim Conroy : Cousin Bud Humphrey, Vision Tiger
- Michelle Ortiz : Bibi Ramirez Humphrey
- Cheech Marin : Pop Ramirez
- Cristina Milizia : Bud Ramirez Humphrey
- Dee Bradley Baker : Chuchi, Garage Possum, Jean-Cluck Van Fried
- Jorge Diaz : The Skid
- Liza Koshy : Serena
- Joel « The Kid Mero » Martinez : Diego Perez
- Mark Consuelos : Ivan Ramirez
- Ricardo Chavira : Ignacio Ramirez Sr.
- Gabriel Iglesias : Gustavo Ramirez
- Sherry Cola : Mme Mahoney
- Sarah Sherman : Carmela
- Kyle MacLachlan : Bill
- Jaime Jarrín : Día de la Cultura Announcer

### Voix françaises
- Jaynelia Coadou : Tater Ramirez Humphrey
- Camille Timmerman : Nellie Ramirez Humphrey
- Fily Keita : Bibi Ramirez Humphrey, Gwennifer Malfeo
- Emmanuel Curtil : Bud Humphrey, Tigre imaginaire
- Ethel Houbiers : Margarita « Buela » Ramirez
- Marc Perez : Pop Ramirez
- Alexis Tomassian : Scooter Perez, Oncle Ivan
- Sauvane Delanoë : Tere Ramirez
- Lana Ropion : Toñita Ramirez, Nachito Ramirez
- Justine Berger: Julita « Lita » Perez
- Maxime Baudouin : Big Nacho, Oncle Ignacio
- Emmanuel Garijo : Cousin Bud, Oncle Gustavo
- Océane Demontis : Gordita Humphrey
- Nathalie Homs : ChaCha Ramirez, Tabi
- Olivia Luccioni : Lolotte Ramirez
- Bianca Tomassian : Lucita Perez
- Eilias Changuel : Oncle Diego, Narrateur
- Anne Tilloy : Pam

## Production

### Développement
Inspirée par l'enfance de la créatrice Natasha Kline dans la banlieue de Los Angeles, « Une famille envahissante » raconte les étés qu'elle a passés avec ses nombreux cousins. La série suit Tater Ramirez Humphrey, une jeune fille excentrique qui a de grands rêves pour son avenir et un seul été pour les réaliser. Cela devient souvent compliqué avec la visite de ses douze cousins. La série met à l'honneur la famille multiculturelle mexicano-américaine de Natasha Kline, ainsi que son expérience en tant que Latina de la nouvelle génération. Le lancement de la série animée par Disney Channel en juin 2023 a suscité une vive controverse en Amérique hispanophone, en particulier au Mexique, où elle a été vivement critiquée pour la reproduction de stéréotypes négatifs comme des quartiers pauvres, des filtres jaunes pour donner une ambiance désertique, et des noms de personnages jugés offensants ou mal choisis. Le mauvais usage de l'espagnol, notamment dans le titre de la série, a également été pointé du doigt. Le nom du quartier fictif, Terremoto Heights, a été perçu comme insensible face à l’histoire de catastrophes naturelles dans la région.
Le 3 novembre 2021, il a été rapporté que Natasha Kline, scénariste et créatrice de personnages de longue date développe une série animée intitulée Une famille envahissante pour Disney Television Animation (DTVA). La série a été inspirée par les étés d'enfance de Natasha Kline vivant avec ses cousins aux côtés de sa famille américano-mexicaine élargie et elle voulait que les personnages principaux soient également d'origine américano-mexicaine en raison du manque de représentation américano-mexicaine à la télévision pendant son enfance. Meredith Roberts, vice-présidente principale de Disney Television Animation, a déclaré que la série porte la « voix authentique » de Natasha Kline et « la culture et les valeurs de sa famille », affirmant que la série sera destinée aux enfants et aux familles. Edward Mejia, un dirigeant de DTVA, a supervisé la série.
Le 15 juin 2022, lors du Festival international du film d'animation d'Annecy de 2022 , il a été annoncé que la première saison de la série comporterait 30 épisodes. Philip Cohen a été annoncé comme producteur de la série. En mars 2023, Natasha Kline a déclaré à Animation Magazine que la série s'inspirait d'un court métrage pour adultes qu'elle avait créé pour un spectacle de stand-up comedy Upright Citizen's Brigade en 2017, s'inspirait de Peanuts et de Calvin et Hobbes et a déclaré qu'elle adorait travailler avec l'équipe de la série, louant leur « intense passion, leur dynamisme et leur talent ».
Le lancement de la série animée par Disney Channel en juin 2023 a suscité une vive controverse en Amérique hispanophone, en particulier au Mexique, où elle a été vivement critiquée pour la reproduction de stéréotypes négatifs comme des quartiers pauvres, des filtres jaunes pour donner une ambiance désertique, et des noms de personnages jugés offensants ou mal choisis. Le mauvais usage de l'espagnol, notamment dans le titre de la série, a également été pointé du doigt. Le nom du quartier fictif, Terremoto Heights, a été perçu comme insensible face à l’histoire de catastrophes naturelles dans la région. Les réponses de la créatrice, Natasha Kline, et de l’actrice principale, Myrna Velasco, toutes deux américaines d’origine mexicaine, ont été jugées défensives voire provocatrices, exacerbant encore plus les critiques. Velasco a notamment déclenché une polémique en affirmant que l’espagnol était une langue imposée par les colonisateurs et en publiant des propos désobligeants sur son pays d’origine. Bien qu'elles aient ensuite restreint l’accès à leurs réseaux sociaux, les captures d’écran de leurs déclarations ont largement circulé. Kline a tenté de justifier certaines maladresses en expliquant que le personnage principal ne parlait pas bien espagnol, mais beaucoup ont vu cela comme une excuse. L’épisode pilote, qui a fuité sur TikTok, a confirmé cet aspect, sans pour autant apaiser les critiques. Si la série a trouvé un certain écho chez des Américains d’origine latino, le public hispanophone dans son ensemble continue de rejeter le programme et appelle même à son annulation.
Le 8 juillet 2024, la bande-annonce officielle de la série a été publiée,.  La série diffuse des épisodes d'une demi-heure divisés en histoires de 11 minutes.
Le 27 mai 2025, il a été confirmé que Disney avait annulé la série, abandonnant ainsi la production d'une deuxième saison, et elle n'a jamais été diffusée dans aucun pays hispanophone, ni l'un ni l'autre Brésil.

### Fiche technique
Sauf indication contraire, les informations mentionnées dans cette section peuvent être confirmées par la base de données cinématographiques IMDb,  présente dans la section « Liens externes ».
- Titre original : Primos
- Titre français : Une famille envahissante
- Création : Natasha Kline
- Réalisation : Diego Salazar Castro
- Scénario : Philip M. Cohen, Natasha Kline
- Musique :
  - Compositeur(s) : Jim Lang
  - Compositeur(s) de musique thématique : Alana Da Fonseca
  - Thème d'ouverture : Primos Main Title Theme
- Production :
  - Producteur(s) : Philip M. Cohen
  - Producteur(s) exécutive(s) : Natasha Kline
- Société(s) de production : Disney Channel, Disney Television Animation
- Pays d'origine : États-Unis
- Langue d'origine : Anglais
- Format :
  - Format image : 720p (HDTV)
  - Format audio : 5.1 surround sound
- Genre : Comédie
- Durée : 22 minutes (2 × 11 minutes)
- Date de première diffusion :
  - 25 juillet 2024 sur Disney Channel
  - 9 novembre 2024 sur Disney Channel France
- Classification : déconseillé aux moins de 7 ans

Version française
- Société de doublage : Dubbing Brothers
- Direction artistique : Dorothée Pousséo
- Adaptation des dialogues : Ghislaine Gozès et Célestine Perret
- Direction artistique des chansons : Quentin Bachelet
- Adaptation des chansons : Virginie Acariès

## Épisodes
| Saison | Saison | Épisodes | États-Unis      | États-Unis    |
| Saison | Saison | Épisodes | Début           | Fin           |
| ------ | ------ | -------- | --------------- | ------------- |
|        | 1      | 28       | 25 juillet 2024 | 27 avril 2025 |

### Saison 1 (2024-2025)
1. L'été de Tater / L'été des Primos (Summer of Tater / Summer of Primos)
2. L'été des... tâches ménagères / L'été de La Muneca (Summer of Quehaceres / Summer of La Muñeca)
3. L'été de Los Diez / L'été de la Li-Tater-ratura (Summer of Los Diez / Summer of Lit-Tater-atura)
4. L'été des Herramientas / L'été de La Naturaleza (Summer of Herramientas / Summer of La Naturaleza)
5. L'été de Pam / L'été de la Trabajadora (Summer of Pam / Summer of La Trabajadora)
6. L'été de La Madriguera / L'été des Pollos Hermanos (Summer of La Madriguera / Summer of Los Pollos Hermanos)
7. L'été d'El Patín / L'été du Chisme (Summer of El Patín / Summer of Chisme)
8. L'été de No Sabo / L'été de Lecturista (Summer of No Sabo / Summer of Bookita)
9. L'été du 13e Primo / L'été des Cuadros (Summer of the 13th Primo / Summer of Cuadros)
10. Summer of Tater Luna / Summer of El Chu-PAW-Cabra
11. Summer of the Baby Races / Summer of La Extraterrestre
12. Summer of El Futuro / Summer of Super No Entiendo 64
13. Summer of La Excavación / Summer of La Pijamada
14. Summer of Imi-Tater / Summer of Ignacio
15. L'été del ridicule / L'été du Taterisme (Summer of El Cringe / Summer of Taternomics)
16. Summer of La Hamaca / Summer of the Santa Anas
17. Summer of Segundos / Summer of Breaking Bud
18. Summer of Gwenship / Summer of Heart Eyes
19. Summer of Hacienda Chills / Summer of Los Bots
20. Summer of the Mixtape / Summer of Je Ne Sais Quoi
21. Summer of Local Girl / Summer of Cumple
22. Summer of La Cultura / Summer of Santa Tabi
23. Summer of Calabazas y Tostones / Summer of El Demo Tape
24. Summer of Los Limones / Summer of La Iguana
25. Summer of Primo-lympics / Summer of Las Tóxicas
26. Summer of El Fanfic / Summer of Las Muralistas
27. Summer of Booyah Buh Bisabuela / Summer of Silencio
28. Summer of Sueños

## Courts-métrages

### A Piece of My Mind
Ces courts métrages se concentrent principalement sur les personnages de Disney Channel rencontrant leurs différents créateurs et apprenant comment le concept de leurs émissions a été créé.
1. A Piece of My Mind: Primos

### Chibiverse
Chibiverse est une série de courts métrages qui dépeignent des personnages de diverses propriétés de Disney Channel dans une animation de style chibi. En juillet 2024, la série a commencé à publier des courts métrages basés sur Une famille envahissante.
1. Get Baby Bud's Binky Back
2. The Summer of Silenciosa
3. Odd Primo Out

### How NOT to Draw
1. How NOT to Draw: Tater

### Theme Song Takeover
Dans le cadre d'une campagne promotionnelle, Disney Channel a commencé à diffuser le Disney Theme Song Takeover dans lequel les personnages secondaires de différentes émissions interprétaient la chanson thème de la série dans laquelle ils apparaissaient.
1. T-Sisters Theme Song Takeover
2. LotLot Theme Song Takeover

## Commentaires
Une famille envahissante a été diffusé pour la première fois sur Disney Channel le 25 juillet 2024 et les neuf premiers épisodes de la série ont été ajoutés à Disney+ le lendemain. Les deux premiers épisodes ont également été téléchargés sur YouTube le 25 juillet 2024,.

## Réception critique
Le 13 juin 2023, la séquence d'ouverture de la série a été diffusée par Disney Channel Worldwide,.  Elle a reçu des critiques sur les réseaux sociaux, notamment de la part des Mexicains et d'autres Latino-Américains. Certains l'ont critiquée pour sa ressemblance avec Bienvenue chez les Casagrandes de Nickelodeon,,. D'autres téléspectateurs ont fait valoir que la séquence d'ouverture comportait divers stéréotypes négatifs, se sont plaints que les noms de certains personnages et le décor étaient trop stéréotypés et que la grammaire espagnole de la séquence d'ouverture était incorrecte,.  L'utilisation d'une « teinte jaune », une technique utilisée dans certains médias américains pour établir un sentiment d'« altérité » dans les décors mexicains, a également été critiquée.
Les critiques en ligne ont continué à la suite de publications sur les réseaux sociaux faites par la doubleuse de Tater, Myrna Velasco, y compris un commentaire sur Instagram où elle a déclaré que les critiques de l'espagnol utilisé dans la série étaient des « nazis de la grammaire »  et une histoire dans laquelle elle a décrit la langue espagnole comme étant « imposée au peuple latino-américain » par les conquistadors espagnols.
Dans une interview du 16 juin 2023, Natasha Kline a déclaré que la série est basée sur ses expériences personnelles de grandir avec une famille américano-mexicaine multiculturelle à Los Angeles dans les années 1990, étant biculturelle, biraciale et a déclaré que la relativité du projet a attiré des personnes bien connues comme Melissa Villaseñor . Elle a également déclaré que Tater ne parle pas espagnol, c'est pourquoi sa grammaire est incorrecte ; a souligné l'importance des cousins dans sa vie ; et a déclaré que le style artistique mettait en valeur l'environnement à Los Angeles. Elle espérait en outre que la série rendrait les gens fiers de leurs racines.
Plus tard, le nom de la ville fictive a été changé de Terremoto Heights à Hacienda Hills, car le nom original a attiré des critiques pour faire allusion aux tremblements de terre courants dans la région.  Le nom de l'un des personnages a été changé de Cookita à Lucita, car le premier est similaire à un terme vulgaire dans plusieurs dialectes de l'espagnol latino-américain.  En raison des critiques en ligne, la première de la série a été retardée plusieurs fois.  Des changements ont été apportés pour souligner que la série se déroule à Los Angeles  et non en Amérique latine.